# Jean-Jacques Cottel
Jean-Jacques Cottel, né le 17 juillet 1953 à Bapaume, est un homme politique français - parti socialiste et ensuite sous l'étiquette du parti communiste lors des dernières sénatoriales. Ancien professeur des écoles, il est maire de Bapaume.

## Biographie
Jean-Jacques Cottel exerçait la profession d'instituteur, spécialisé dans l'aide aux enfants en difficulté.
D'abord membre du Parti socialiste (PS), et maire du petit village de Beaulencourt depuis les élections municipales de 1995 jusqu'à celles de 2014,   il est élu  conseiller général du canton de Bapaume lors des cantonales de 2001, mandat dont il démissionne en avril 2014, à la suite de son élection comme maire de Bapaume. Au sein du conseil général du Pas-de-Calais, il préside[Quand ?] la commission environnement.
Jean-Jacques Cottel est, entre 2007 et 2012, le suppléant de Jacqueline Maquet, (qui sera élue députée en 2012 dans la 2e circonscription), avant d'être candidat aux élections législatives de 2012 et de lui succéder comme député de la  première circonscription du Pas-de-Calais, avec 52,60 % des voix.
Après avoir quitté le conseil municipal de Beaulencourt, il est élu au premier tour des municipales de 2014 maire de Bapaume (divers gauche) avec 56,2% des voix au premier tour avec le soutien du maire sortant UMP Jean-Paul Delevoye,,.
En avril 2014, il est également élu président de la communauté de communes du Sud-Artois.
Lors des législatives de juin 2017, il est battu dès le premier tour des élections législatives, arrivant en quatrième position,. Lors des législatives de 2024, il est lourdement battu au 1er tour en n'arrivant qu'en 5e position avec 9,26 % des suffrages exprimés,.

## Mandats

### Mandats en cours
- Maire de Bapaume depuis mars 2014
- Président de la communauté de communes du Sud-Artois depuis  avril 2014

### Anciens mandats
- Maire de Beaulencourt (1995-2014)
- Conseiller général du canton de Bapaume (2001-2014)
- Député du Pas-de-Calais, 1re circonscription (20 juin 2012-20 juin 2017)